# Кіт Олександр
Олександр Кіт (нар. 30 травня 1975) — український майстер автентичних народних інструментів, братчик Київського кобзарського цеху.

## Життєпис

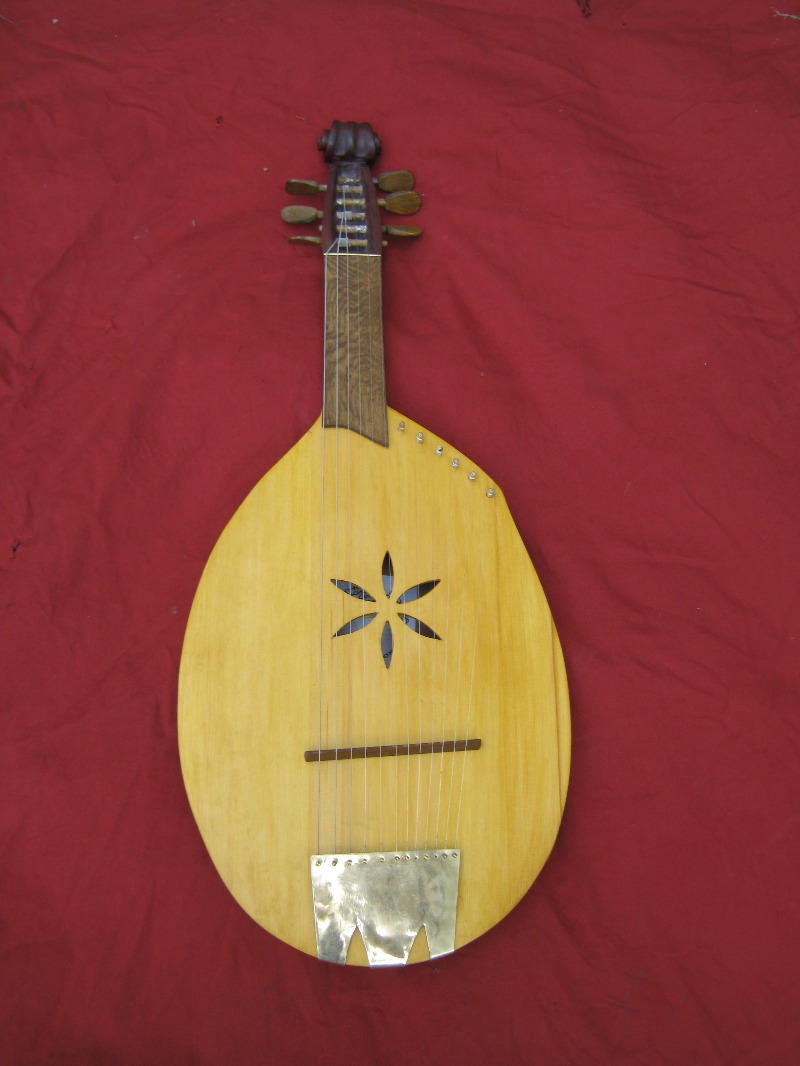
Вересаївська кобза майстра Олександра Кота, 2013 р.

Навчався в Миколи Будника з 1990 року. Виготовляє старосвітські бандури, вересаївські кобзи, гуслі, гудки, кобзи — «мамаївки», кобзи по Рігельману, торбани, колісні ліри, та інші музичні інструменти.
Роботи майстра є в колекціях Михайла Хая (бандура), Анатолія Паламаренка (кобза), Олексія Паламаренка (колісна ліра), Тараса Постнікова (колісна ліра та кобза), кобзаря Василя Михайловича Кирилича (кобза-«мамаївка»), в експозиції Літературно-меморіального музею І. С. Нечуя-Левицького в Стеблеві (бандура) та ін.
Кобзу Олександра Кота можна почути:
Національний академічний драматичний театр імені Івана Франка — у виставі «Назар Стодоля» та першій українській рок опері «Біла Ворона», наживо грає Тарас Постніков.
Бенюк і Хостікоєв (театральна компанія) — у виставі «Задунаєць за порогом», наживо грає Тарас Постніков.
Національний академічний український драматичний театр імені Марії Заньковецької — у виставі «Невольник».
Олександр Кіт — консультант по музичних інструментах у фільмі Олеся Саніна «Поводир, або квіти мають очі».

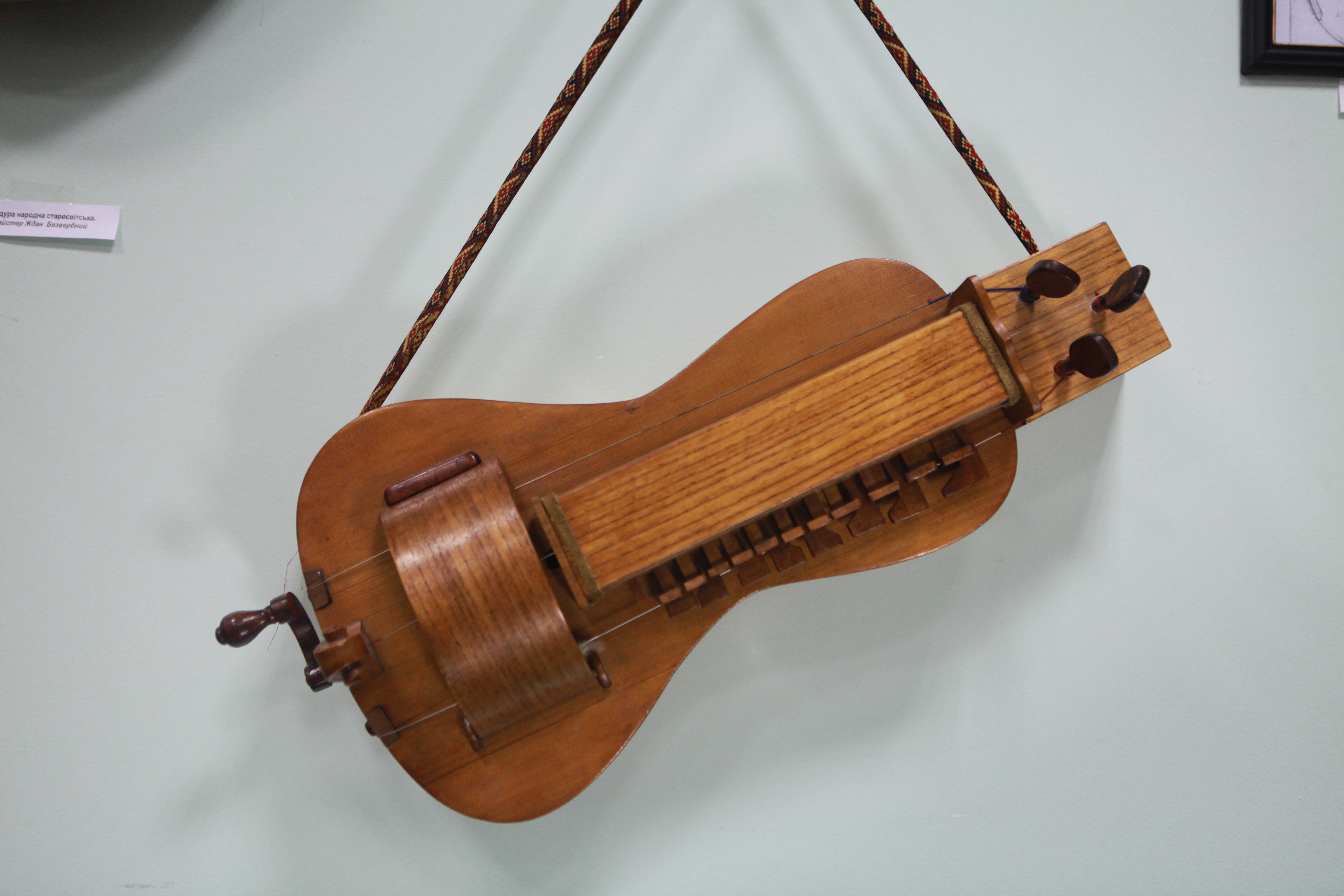
Колісна ліра роботи майстра Олександра Кота, 2012 р.

В останні роки проживання в Україні тяжко хворів, зазнав сердешних розчарувань Згодом з невідомих причин покинув Батьківщину. Навесні 2015 р емігрував до Канади (Торонто), де мешкає нині.